# Curtis Hanson
Curtis Hanson (Reno, Nevada, Estats Units, 24 de març de 1945 - Los Angeles, Califòrnia, 20 de setembre de 2016) va ser un director, productor i guionista estatunidenc. Curtis Hanson estava afectat d'una DFT (Degeneració Fronto-Temporal), malaltia neuro-degenerativa que destrueix els lobuls frontals del cervell.

## Biografia
Curtis Hanson comença la seva carrera l'any 1973 amb el film de terror independent Sweet Kill, però fins als anys 1980, després de quatre films de baix pressupost (com Losin' It, amb Tom Cruise), no arrenca la seva carrera amb la seva entronització a la Directors Guild, sota el padrinatge de Samuel Fuller, Don Siegel i John Cassavetes. Després de films de baix pressupost i dos thrillers (The Bedroom Window i Males influències), coneix la consagració mundial l'any 1992 amb The Hand That Rocks the Cradle que protagonitza Rebecca De Mornay.
Després del thriller d'acció The River Wild (1994), amb Meryl Streep i Kevin Bacon, realitza L.A. Confidential, segons James Ellroy, que li suposa l'Oscar al millor guió adaptat l'any 1998.
En el transcurs dels anys 2000, confirma amb les comèdies dramàtiques Joves prodigiosos (2000) - on dirigeix de nou una plèiade d'actors de Hollywood de talent - i A les seves sabates (2005), amb les interpretacions de Toni Collette i Cameron Diaz, com a germanes molt diferents. Però aquest decenni és marcat per l'èxit de critica i comercial, tan als Estats Units com a Europa, del biopic 8 Mile (2002), amb Eminem en el seu primer gran paper al cinema. Aquest film marca el començament de la carrera del rapper de Detroit.
L'any 2007, dirigeix Eric Bana, Drew Barrymore i Robert Duvall al drama Lucky You, amb el qual torna també a l'escriptura, 10 anys després de L.A. Confidential. No tornarà fins a l'any 2011 al cap del projecte Too Big to Fail, ambiciós telefilm per a la cadena HBO, on dirigeix un ampli repartiment d'actors de la televisió americana. L'any següent, s'allunya dels universos urbans per realitzar Chasing Mavericks, que segueix la vida del surfer Jay Moriarity. El projecte serà acabat per Michael Apted. Hanson és també actor, sobretot a Adaptation (2002), on interpreta el marit de Meryl Streep.
Patint una DFT (Degeneració Fronto-Temporal), malaltia neuro-degenerativa que destrueix els lòbuls frontals del cervell, no treballa més. El 21 de setembre de 2016, és trobat mort al seu domicili al barri de Hollywood Hills.

## Filmografia

### Director

#### Cinema
- 1973: Sweet Kill
- 1980: The Little Dragons
- 1983: Losin' It
- 1987: The Bedroom Window
- 1990: Males influències (Bad Influence)
- 1992: The Hand That Rocks the Cradle
- 1994: The River Wild
- 1997: L.A. Confidential
- 2000: Joves prodigiosos (Wonder Boys)
- 2002: 8 Mile
- 2005: A les seves sabates (In Her Shoes)
- 2007: Lucky You
- 2012: Chasing Mavericks (codirigida amb Michael Apted)

#### Televisió
- 1986: The Children of Times Square (telefilm)
- 2002: Greg the Bunny (sèrie de televisió)
- 2011: Too Big to Fail (telefilm)

### Productor
- 1973: Sweet Kill
- 1978: The Silent Partner
- 1980: The Little Dragons
- 1997: L.A. Confidential
- 2000: Wonder Boys
- 2002: 8 Mile
- 2005: In Her Shoes
- 2007: Lucky You
- 2012: Chasing Mavericks de Curtis Hanson i Michael Apted

### Guionista
- 1970: The Dunwich Horror
- 1973: Sweet Kill
- 1978: The Silent Partner
- 1982: White Dog
- 1986: The Children of Times Square (TV)
- 1987: The Bedroom Window
- 1997: L.A. Confidential
- 2007: Lucky You

### Actor
- 2002: Adaptation: el lladre d'orquídies (Adaptació): el marit de Orlean

## Premis i nominacions
- 1997: Oscar al millor guió adaptat per a L.A. Confidential.
- 1998: Premi Edgar-Allan-Poe al millor guió per a L.A. Confidential